# Anas (Name)
Anas (arabisch أنس) ist ein arabischer männlicher Vorname mit der Bedeutung „Freundlichkeit“, „Wohlwollen“. Die slawische und türkische Form des Namens ist Enes.

## Bekannte Namensträger

### Historische Zeit
- Anas ibn Mālik (~612–709), Begleiter von Muḥammad
- Mālik ibn Anas (~715–795), jemenitischer islamischer Rechtswissenschaftler des frühen Mittelalters

### Vorname
- Anas Ahmed Nabih El-Fiqqi (* 1960), ägyptischer Politiker
- Anas Pschichatschew (1967–2010), russischer muslimischer Geistlicher
- Anas Schakfeh (* 1943), syrisch-österreichischer Präsident der Islamischen Glaubensgemeinschaft in Österreich
- Abu Anas asch-Schami (1969–2004), irakischer islamischer geistiger Führer
- Anas Sharbini (* 1987), kroatischer Fußballspieler